# Edgiva Kentska
Edgiva (Ediva, Eadgifu) (umrla 968.) bila je engleska kraljica, treća supruga kralja Edvarda I. Starijeg, majka Edmunda I. Veličanstvenog, Edreda te sv. Edburge. Umrla je tijekom vladavine svog unuka Edgara I. Miroljubivog.
Kćer je Sigehelma, Ealdormana od Kenta (umro 903.).